# أفروديت (وصفات، قصص، وأفروديتيات أخرى)
أفروديت (بالإسبانية:  Afrodita: Cuentos, Recetas y Otros Afrodisiacos )‏، (بالإنجليزية: Aphrodite: A Memoir of the Senses)‏ هي مذكرات  للروائية التشيلية إيزابيل الليندي عن الحب والحياة.

## نبذة قصيرة
تطرح الكاتبة في هذا الكتاب ذكرياتها و آرائها ووصفاتها عن الحب والطعام.